# Lepido Rocco
Lepido Rocco (Lorenzaga, 22 ottobre 1858 – Lorenzaga, 5 novembre 1953) è stato un educatore e storico italiano.

## Biografia
Nato a Lorenzaga di Motta di Livenza da Geremia e Angela Pellegrini, Lepido consegue la patente di maestro di grado superiore nel 1877 a Padova e si dedica all'insegnamento prima come maestro e poi come direttore didattico, infine come ispettore a Motta di Livenza e nei comuni limitrofi. È molto attivo nelle istituzioni locali: promuove l'apertura di scuole nelle frazioni del comune che ne sono sprovviste, istituisce nel capoluogo le biblioteche scolastica e pedagogica circolanti; diffonde informazioni sulle cause e istruzioni sui rimedi della pellagra, malattia allora molto diffusa nelle zone povere del Veneto.
Intraprende una appassionata ricerca storica condotta per più di nove anni che avrà come risultato la pubblicazione del volume  "Motta di Livenza e i suoi dintorni" (prima edizione 1897, 2ª edizione 1976, editore Arnaldo Forni): uno studio storico rigoroso che copre otto secoli di vita della comunità cittadina, portando alla luce avvenimenti e situazioni in gran parte ignorate.
Nel 1905 istituisce a Motta la Scuola Mandamentale di Disegno, diventata poi nei decenni successivi Scuola Professionale di Arti e Mestieri, tra le prime in Italia a rivolgersi ai giovani in cerca di qualificazione professionale. La scuola, intitolata al suo nome, ha celebrato nel 2005 i cento anni dalla sua fondazione e si è affermata via via come un polo di straordinaria importanza per l'economia del territorio.
Nel 1917, dopo la rotta di Caporetto, Lepido Rocco fugge con i suoi undici figli davanti all'avanzata delle truppe austro-ungariche, riuscendo a salire sull'ultimo treno prima della distruzione di tutti i ponti sul Piave. Arrivato a Napoli, si prodiga per alleviare i problemi dei suoi conterranei, come lui costretti alla fuga; organizza e dirige le scuole elementari loro riservate, presiede la sezione magistrale tra profughi ed è consigliere di una società di mutuo soccorso e di una cooperativa tra profughi stessi.
Tornato a Motta alla fine della guerra, continua la sua attività di educatore illuminato facendosi promotore di iniziative pedagogiche e sociali. 
Muore a Lorenzaga di Motta di Livenza nel 1953.
Oltre alla Scuola di Arti e Mestieri, anche una via di Motta porta il suo nome.

## Opere
- Motta di Livenza e suoi dintorni: studio storico, 2ª ed., Sala Bolognese, Forni, 1976  [1897].
- La scuola popolare reclamata dal vero progresso. Osservazioni e proposte del maestro Rocco Lepido, Oderzo, Tipografia ditta G. B. Bianchi, 1885.
- In memoria dell'ab. prof. dott. Leopoldo Palatini, Oderzo, Tipografia ditta G. B. Bianchi, 1899.
- La scuola di disegno applicata alle Arti ed ai Mestieri. Resoconto morale ed economico del primo/secondo/terzo triennio di insegnamento (1908/1911/1914), 1914
- Commento dei "Capitoli regolativi della Magnifica Comunità della Motta, formati ed estesi per il miglior governo della medesima l'anno 1753", 1913

Altre pubblicazioni hanno come soggetto la vita di insigni personaggi che hanno avuto i natali a Motta, tra cui 
- il Cardinale Gerolamo Aleandro Seniore, letterato e grande linguista, Treviso tip. lit. sociale della Gazzetta 1895
- Antonio Scarpa e la sua famiglia, famoso anatomico, Treviso, Tipo-Litografia sociale della Gazzetta, 1896.